# Dinteranthus wilmottianus
Dinteranthus wilmottianus är en isörtsväxtart som beskrevs av L. Bol. Dinteranthus wilmottianus ingår i släktet Dinteranthus och familjen isörtsväxter. Inga underarter finns listade i Catalogue of Life.

## Bildgalleri

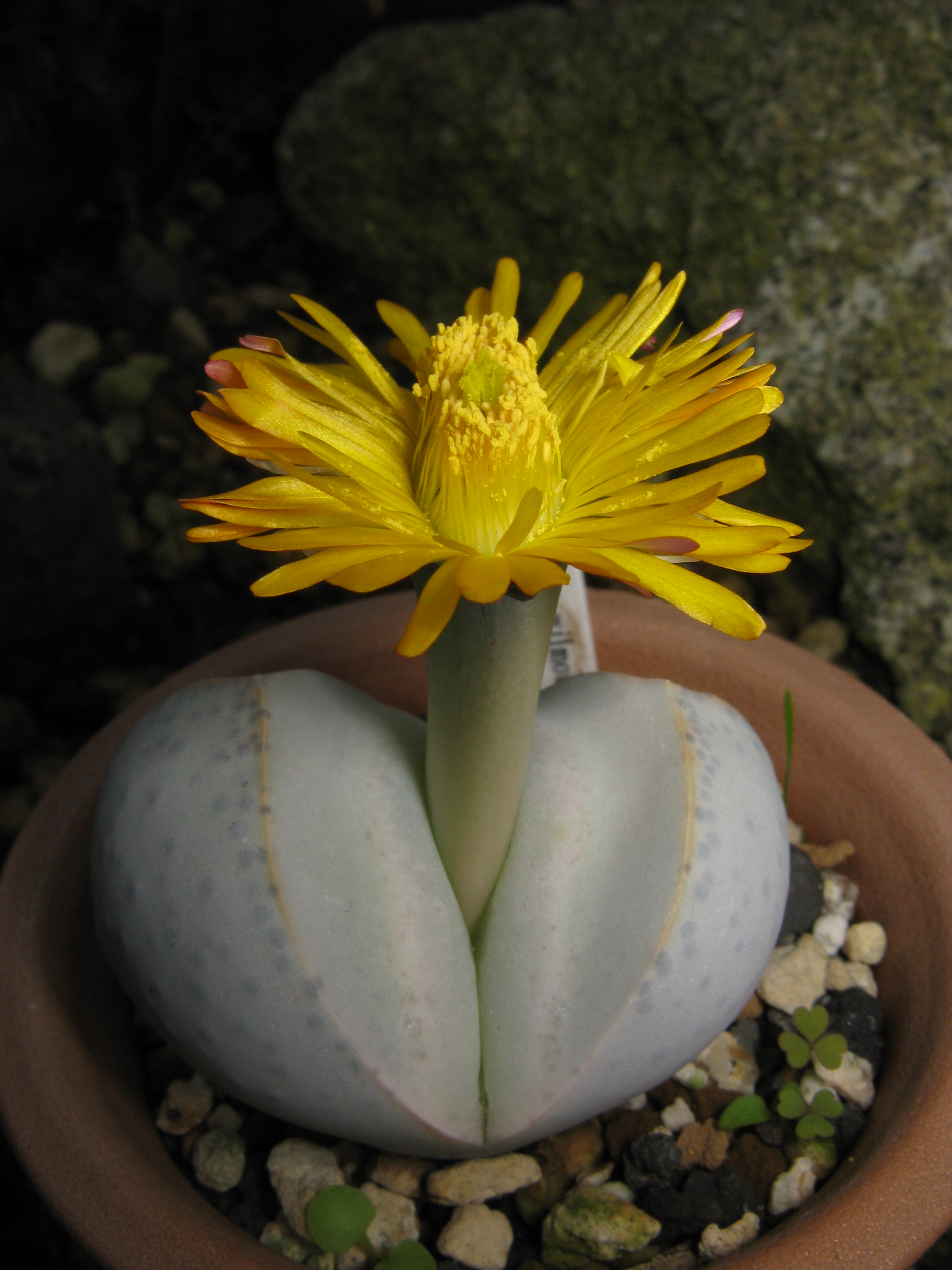
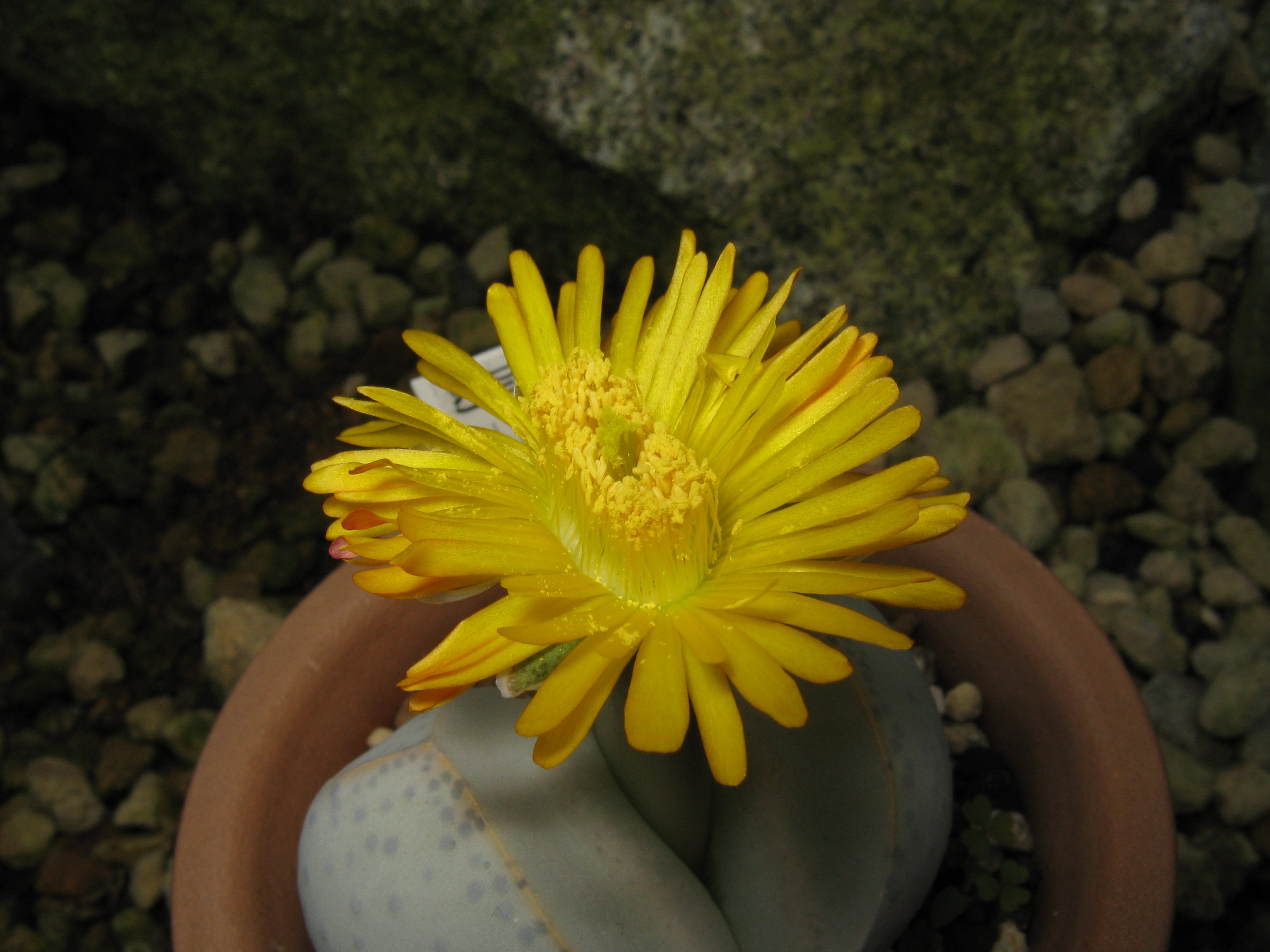